# François Charrière
François Charrière (* 1. September 1893 in Cerniat; † 11. Juli 1976 in Freiburg im Üechtland) war Bischof von Lausanne, Genf und Freiburg. Charrière genehmigte mit seiner Unterschrift am 1. November 1970 die Gründung der Priesterbruderschaft St. Pius X.

## Leben
François Charrière studierte in Freiburg katholische Theologie und empfing am 15. Juli 1917 die Priesterweihe. Nach seelsorglicher Tätigkeit als Vikar in Lausanne studierte er kanonisches Recht am Angelicum in Rom, wo er 1923 zum Dr. iur. can. promoviert wurde.
Ab 1924 war er Professor für Moraltheologie am Priesterseminar in Freiburg. Zusätzlich lehrte er von 1929 bis 1938 Kirchenrecht am Priesterseminar und von 1931 bis 1936 an der Universität Freiburg.
Am 20. Oktober 1945 wurde er von Papst Pius XII. zum Bischof von Lausanne, Genf und Freiburg ernannt. Die Bischofsweihe spendete ihm am 21. November desselben Jahres der Apostolische Nuntius in der Schweiz, Erzbischof Filippo Bernardini; Mitkonsekratoren waren Viktor Bieler, Bischof von Sitten, und Marcel Maradan OFMCap, Bischof von Port Victoria (Seychellen).
In der Schweizer Bischofskonferenz war Charrière für Fragen des Ökumenismus und der Beziehungen der Kirche zum Staat zuständig.
Mit seiner Unterschrift approbierte er zum 1. November 1970 die Statuten der von Marcel Lefebvre gegründeten Priesterbruderschaft St. Pius X. zunächst ad experimentum.
Am 30. Dezember 1970 trat François Charrière von der Leitung seiner Diözese zurück.